# Clube Comary

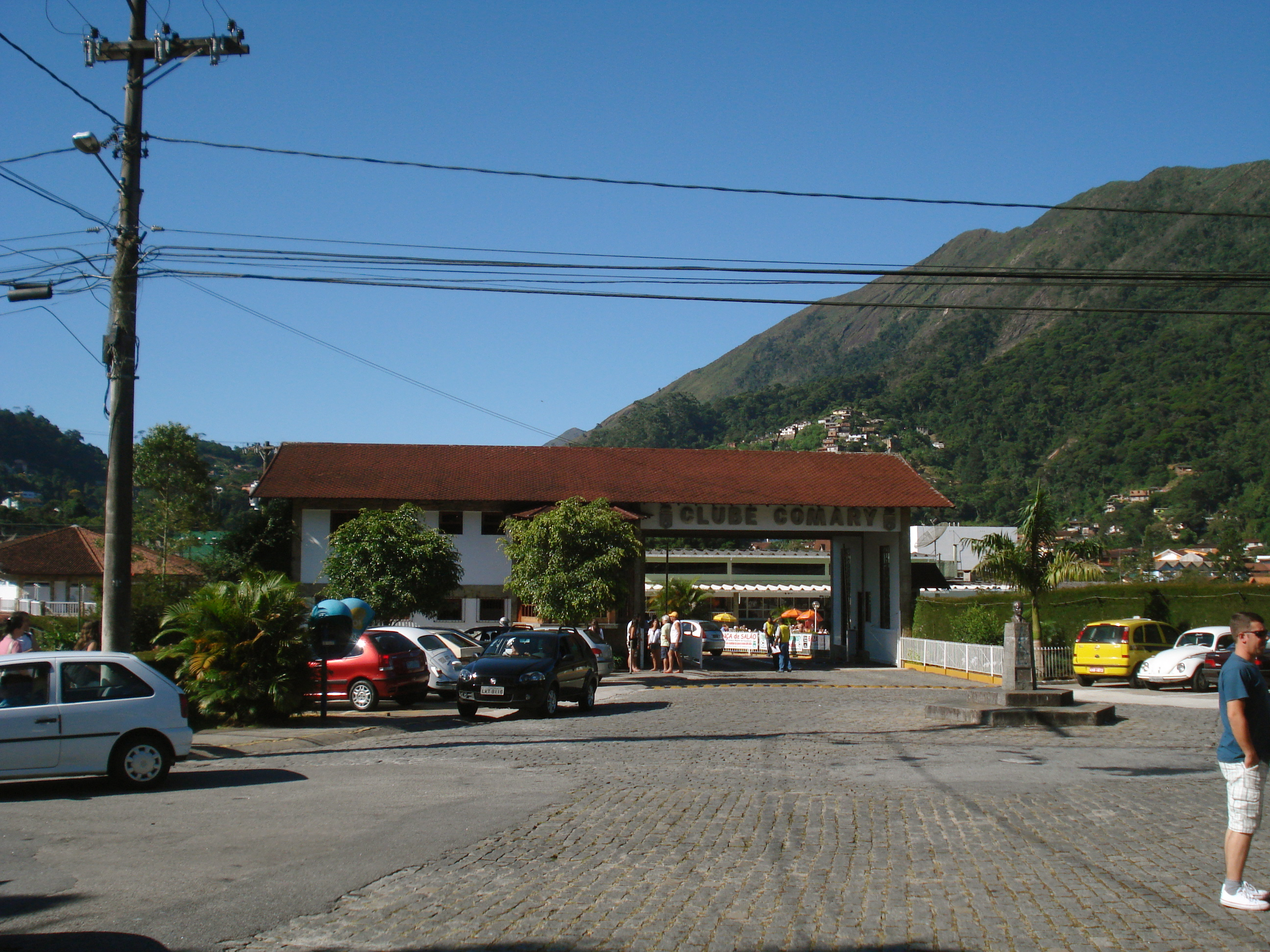
Entrada principal do Clube Comary.

O Clube Comary é um clube multiesportivo fundado em 6 de julho de 1968 por dez personalidades na localidade Granja Comary, com sede na cidade de Teresópolis, no Estado do Rio de Janeiro, com uma área total de 45.000m². Possui um ginásio poliesportivo com capacidade de 1500 torcedores, quadras poliesportivas, campos de futebol, piscinas, áreas sociais, áreas de diversão e muitas outras atividades.
O clube tem por objetivo promover o congraçamento social de seus associados, proporcionando-lhes atividades recreativas, culturais, esportivas, artísticas e sociais para a consolidação do sentimento comunitário, desenvolvendo, ainda, o intercâmbio sócio-esportivo com sociedades congêneres.
Em 1984 foi fundada a sub-sede em Rio das Ostras no Estado do Rio de Janeiro, subordinada à sede estatutária e regulamentar, com 300 sócios contribuintes possuindo seus direitos de uso exclusivo a Rio das Ostras. Os sócios da sede possuem livre acesso a sub-sede.
O Comary foi vice-campeão carioca feminino em 1992.

## Ligações Externas
- Clube Comary